# Philippe Lamberts
Philippe Lamberts (Bruxelles, 14 marzo 1963) è un politico e ingegnere belga, membro del partito ecologista Ecolo ed europarlamentare dal 2009.

## Biografia

### Carriera professionale
È un ingegnere civile in matematica applicata diplomato presso l'Università Politecnica di Lovanio.

### Percorso politico
Dal 1994 al 2006, Philippe Lamberts è stato consigliere comunale di Anderlecht. Tra il 1999 e il 2003 è stato anche consigliere per gli affari internazionali e sicurezza per Isabelle Durant, allora ministro federale dei trasporti nel primo governo di Verhofstadt.
Dal 1999 al 2002 ha rappresentato la Federazione dei Partiti Verdi Europei, prima di diventare portavoce di Ulrike Lunacek (2006-2009) e Monica Frassoni (2009-2012).
In seguito alle elezioni europee del 2009 approda al Parlamento europeo, iscrivendosi al gruppo Verdi/ALE; rieletto nel 2014, viene nominato co-presidente del medesimo gruppo.

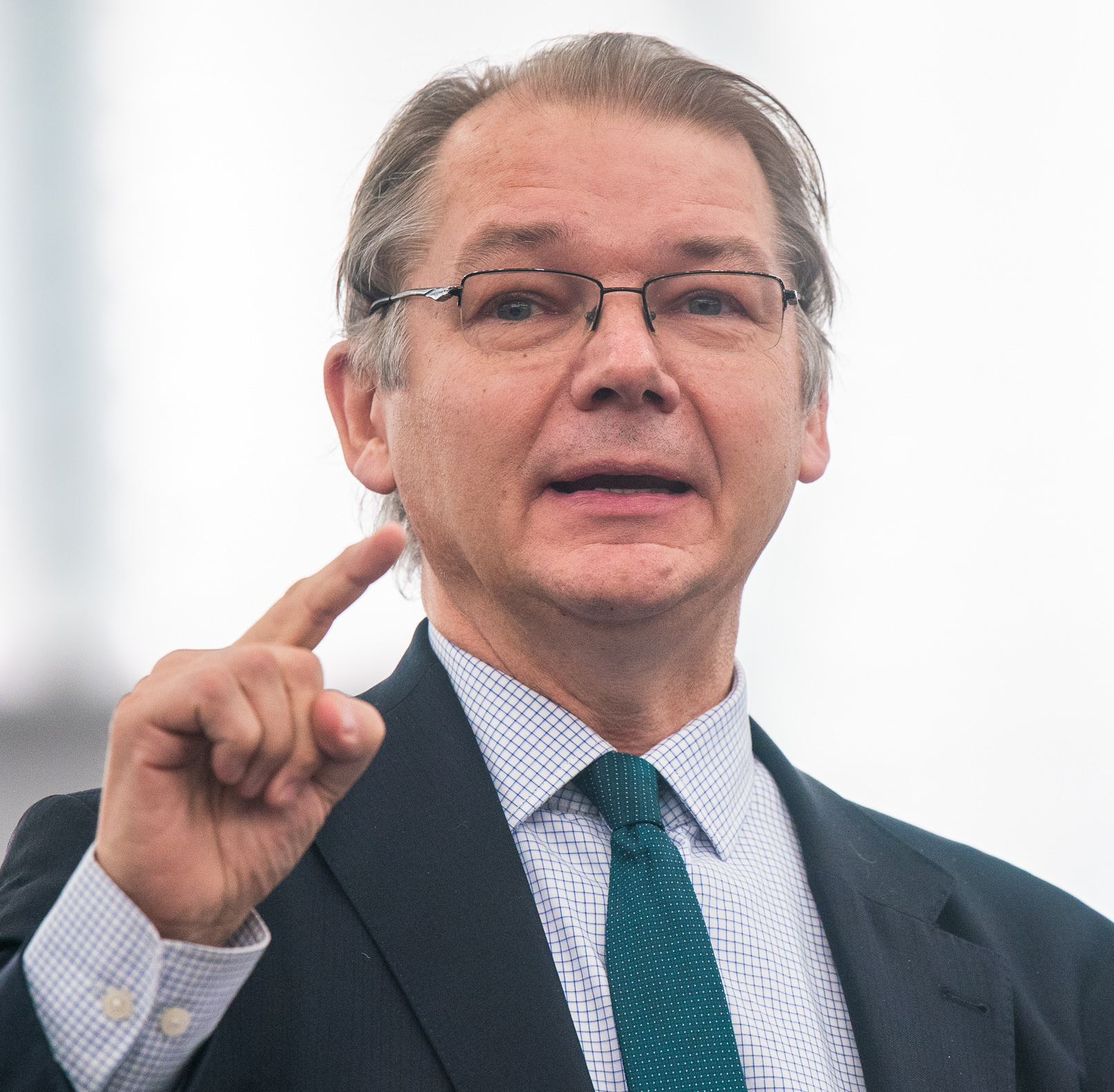
Philippe Lamberts in un discorso al Parlamento europeo.

### Attività al Parlamento europeo
Nel 2013, ha avviato una proposta europea per porre un limite ai bonus dati ai manager nel settore finanziario.
Philippe Lamberts è membro della commissione ITRE (Industria, ricerca ed energia) e della delegazione UE-Cina e membro supplente della delegazione per le relazioni con la Repubblica popolare cinese dal 2009 al 2014 e membro a pieno titolo della commissione ECON (problemi economici e monetari) dal 2010.
Il 17 aprile 2018, ha risposto a nome del suo gruppo al discorso del presidente francese Macron davanti al Parlamento europeo e gli ha offerto simbolicamente una corda per l'arrampicata.